# Antonio Adamini

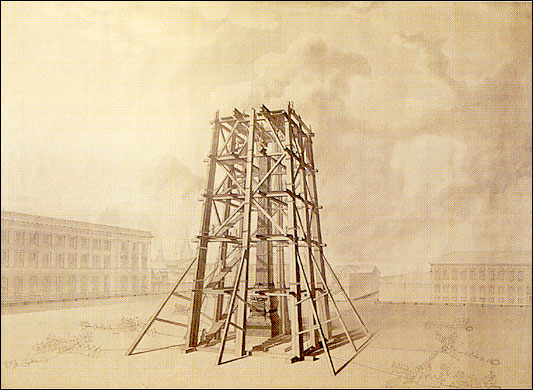
Aufrichtung des Rumanzjewski-Obelisks

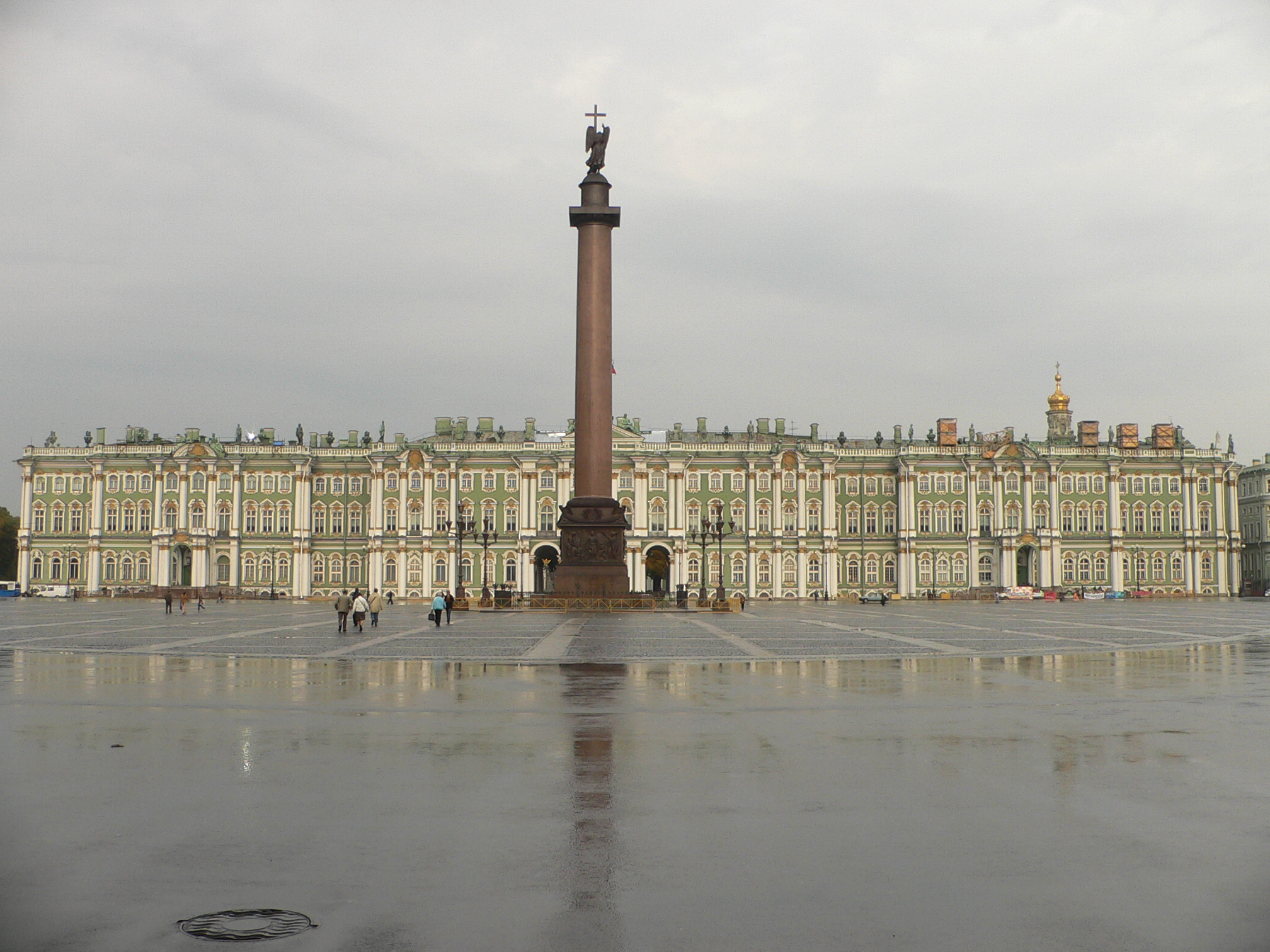
Die Alexandersäule vor dem Winterpalast

Antonio Adamini (* 25. Dezember 1792 in Agra (Ortsteil Bigogno), Tessin (CH); † 1846 oder 1847 in St. Petersburg) war ein russischer Architekt und Ingenieur, der sich vor allem durch die technisch schwierige Errichtung von Denkmälern einen Namen gemacht hat.

## Leben
Über die Ausbildung Adaminis ist wenig bekannt, jedenfalls wird er 1818 zusammen mit seinem Cousin Domenico Adamini an den Hof des russischen Zaren berufen. Nach weiterer Karriere in der Verwaltung wurde er 1836 Architekt der Hofintendanz und amtsältester Architekt der Staatsbank. Die bedeutende bautechnische Leistung dieses Architekten besteht in der Aufstellung des 25 m hohen Denkmals für Zar Alexander, einer monolithischen granitenen Säule im Jahre 1834, vor dem Winterpalast. Die logistische Vorbereitung dieses Vorhabens dauerte vier Jahre. Hierauf begab Adamini sich nach Kalkutta, Madras und Bengalen. Er wirkte in Petrograd am Bau der Isaakkirche mit und errichtete auf dem grossen Platz vor dem Winterpalast die am 30. August 1834 eingeweihte Alexandersäule, des Weiteren arbeitete er auch am Bau der kaiserlichen Bank. Adamini ist Träger des Wladimir-Ordens
Adaminis Onkel Tommaso Adamini und dessen Sohn Leone Adamini arbeiteten ebenfalls als Architekten in St. Petersburg.

## Werke

### Bauaufträge
- Portikussäulen der Isaakskathedrale, St. Petersburg, 1826, Architekt: de Montferrand
- Alexandersäule, St. Petersburg, 1832–34, Architekt: de Montferrand

### Realisierte eigene Entwürfe
- Siegesdenkmal, Borodino, 1835–37
- Siegesdenkmal, Smolensk, 1835–37
- Siegesdenkmal, Kaunas, 1835–37